# Klinčac šiljastolistni
Šiljastolistni klinčić (narodni naziv klinčac šiljastolistni; lat. Dianthus serotinus), biljna vrsta iz porodice klinčićevki. Jedna je od vrsta iz roda karanfila (Dianthus), raširena po Europi, od Ukrajine i Poljske na zapad do Austrije, Mađarske, Rumunjske Srbije i Hrvatske.
Pod narodnim nazivom klinčac šiljastolistni zabilježen je još 1876. (Schlosser, J.C.K. i Vukotinović, Lj.). Hrvatski naziv šiljastolistni klinčić bilježi Nikolić, T., 2019.